# Campeonato Panamericano de Gimnasia Aeróbica de 2015
El XI Campeonato Panamericano de Gimnasia Aeróbica 2015, fue disputado en la ciudad de Oaxtepec, México, entre el 13 y el 19 de diciembre de 2015, bajo la organización de la Unión Panamericana de Gimnasia y la Federación Mexicana de Gimnasia.

## Participantes
En el campeonato participaron 5 países.
| - Argentina - Brasil - Estados Unidos - México - Perú |

## Medallistas
| Evento               | Oro           | Plata            | Bronce        |
| -------------------- | ------------- | ---------------- | ------------- |
| Individual masculino | Iván Veloz    | José de Oliveira | Edson Nunes   |
| Individual femenino  | Daiana Nanzer | Luamar Martins   | Lucila Medina |
| Pareja mixta         | Argentina     | Argentina        | México        |
| Trío                 | Brasil        | Argentina        | Argentina     |
| Grupo                | Argentina     | Argentina        | México        |
| Danza aérea          | Argentina     | Argentina        | México        |
| Equipo               | Brasil        | Argentina        | México        |

## Medallero
El país sede está resaltado en azul lavanda
| Núm. | País      | Oro | Plata | Bronce | Total |
| ---- | --------- | --- | ----- | ------ | ----- |
| 1    | Argentina | 4   | 5     | 2      | 11    |
| 2    | Brasil    | 2   | 2     | 1      | 5     |
| 3    | México    | 1   | 0     | 4      | 5     |